# الحكومة السورية (فبراير 1936)
تشكلت حكومة عطا الأيوبي الأولى بالمراسيم من 141 إلى 146بتاريخ 23 شباط 1936 المنشورة بالجريـدة الرسمية للجمهوريـة السورية العدد /5/ مكرر لعام 1936· وتشكلت هذه الحكومة على أثر المظاهرات والإضرابات التي بدأت في كانون الثاني وشباط 1936، واستمرت طيلة أيام المفاوضات لعقد معاهدة مع فرنسا· قبلت استقالتها بالمرسوم رقم 1046 بتاريخ 21 كانون الأول 1936المنشور بالجريدة الرسمية للجمهورية السورية العدد /48/ لعام 1936·
هي الحكومة التاسعة عشر في تاريخ سورية الحديث، والرابعة في عهد الجمهورية السورية الأولى، والرابعة في عهد محمد علي العابد. شكلت في أعقاب الإضراب الستيني، لتكون «حكومة محايدة مؤقتة» تشرف على الانتخابات النيابية، خلال عمل الوفد السوري في باريس الساعي لتوصل إلى اتفاق مع فرنسا. بعد نجاح الوفد في مهمته عاد في سبتمبر 1936 ونظمت الانتخابات النيابية في نوفمبر، وانعقد المجلس النيابي في 21 ديسمبر 1936؛ وفي اليوم التالي استقال الرئيس محمد علي العابد «لدواعي صحية»، فغدت الحكومة مستقيلة بحكم الدستور.

## التشكيل الوزاري
تألفت حكومة عطا الأيوبي الأولى من الوزراء:
| المنصب               | الصورة | شاغل المنصب   | الحزب          | الحزب | في المنصب من | في المنصب حتى       | ملاحظات      |
| -------------------- | ------ | ------------- | -------------- | ----- | ------------ | ------------------- | ------------ |
| رئيس الوزراء         |        | عطا الأيوبي   | مستقل          |       | 23 شباط 1936 | 21 كانون الأول 1936 | [ 5 ]        |
| وزير الداخلية        |        | عطا الأيوبي   | مستقل          |       | 23 شباط 1936 | 21 كانون الأول 1936 | [ 6 ]        |
| وزير المالية         |        | إدمون الحمصي  | الكتلة الوطنية |       | 23 شباط 1936 | 21 كانون الأول 1936 | [ 7 ]        |
| وزير العدلية         |        | سعيد الغزي    | مستقل          |       | 23 شباط 1936 | 21 كانون الأول 1936 |              |
| وزير المعارف         |        | مصطفى الشهابي | مستقل          |       | 23 شباط 1936 | 21 كانون الأول 1936 |              |
| وزير الاقتصاد الوطني |        | مصطفى القصيري | مستقل          |       | 23 شباط 1936 | 21 كانون الأول 1936 | [ ملاحظة 1 ] |

| سبقه حكومة تاج الدين الحسني الثانية | الحكومات في سوريا شباط 1936 - كانون الأول 1936 | تبعه حكومة جميل مردم بك الأولى |

## الملاحظات
1. ↑  فراغ الحقل لا يعني بالضرورة أن شاغل المنصب مستقل سياسياً أو غير حزبي، ولكن بسبب عدم توفر المعلومات أو المصادر.

1. ↑  تشير بعض المصادر إلى أن مصطفى القصري تسلم أيضا وزارة الزراعة

## روابط خارجية
- مرسوم تسمية عطا الأيوبي رئيسا لمجس الوزراء عام 1936
- مرسوم تسمية عطا الأيوبي رئيس مجلس الوزراء وزيرا للداخلية عام 1936
- الحكومات السورية على موقع رئاسة مجلس الوزراء
- الحكومات السورية على موقع مجلس الشعب السوري
- وزارات الدولة على بوابة الحكومة الإلكترونية السورية
- الوزارات والهيئات الحكومية على موقع مجلس الشعب السوري